# Тур (Лодзинське воєводство)
Тур (пол. Tur) — село в Польщі, у гміні Вартковиці Поддембицького повіту Лодзинського воєводства.
Населення — 206 осіб (2011).
У 1975-1998 роках село належало до Серадзького воєводства.

## Демографія
Демографічна структура станом на 31 березня 2011 року:
|          | Загалом | Допрацездатний вік | Працездатний вік | Постпрацездатний вік |
| -------- | ------- | ------------------ | ---------------- | -------------------- |
| Чоловіки | 105     | 14                 | 85               | 6                    |
| Жінки    | 101     | 11                 | 67               | 23                   |
| Разом    | 206     | 25                 | 152              | 29                   |